# Teodiceia
Teodiceia é um termo derivado do título da obra Ensaio de Teodiceia do filósofo alemão Leibniz, que sustenta a existência de Deus a partir da discussão do problema da existência do mal e de sua relação com a bondade de um Deus onisciente e onipotente.
O termo teodiceia provém do grego θεός - theós, "Deus" e δίκη - díkē, "justiça", que significa, literalmente, "justiça de Deus", sendo uma área da filosofia que, entre outras coisas, busca uma resposta ao Paradoxo de Epicuro e ao "problema do mal".
Após o Holocausto, vários teólogos judeus desenvolveram uma nova resposta ao problema do mal, às vezes chamada de anti-teodicéia, que afirma que Deus não pode ser justificado de forma significativa.

## Diferentes visões

### Leibniz
O termo teodiceia foi cunhado pelo filósofo alemão Gottfried Wilhelm Leibniz em 1710, por meio da obra, escrita, originalmente, em francês, intitulada como: "Essais de Théodicée sur la bonté de Dieu, la liberté de l'homme et l'origine du mal" (Ensaios de Teodiceia sobre a Bondade de Deus, a Liberdade do Homem e a Origem do Mal).
Foi uma resposta ao cético filósofo protestante Pierre Bayle, que escreveu em sua obra, intitulada como: "Dictionnaire Historique et Critique" que, após rejeitar três tentativas de resolvê-lo, ele não viu uma solução racional para o problema do mal. Desse modo, argumentou que, como a Bíblia afirma a coexistência de Deus e do mal, este estado de coisas deve simplesmente ser aceito.
A concepção de teodiceia proposta por Leibniz foi criticada por Voltaire no "Poème sur le désastre de Lisbonne" (Poema sobre o desastre de Lisboa), sugerindo que a destruição em massa de vidas inocentes causada pelo terremoto de Lisboa, em 1775 demonstrou que Deus não estava fornecendo "o melhor de todos os mundos possíveis". Voltaire também criticou a concepção de teodiceia proposta por Leibniz no romance Cândido, ou O Otimismo, também alegando a incompatibilidade da concepção com fenômenos como os terremotos.

### Santo Agostinho
Segundo a visão predominante entre os teólogos protestantes, dentre eles John Hick, Agostinho de Hipona (354 a 430) sustentava que o mal não existe, exceto como uma privação, ou corrupção, do bem e, portanto, Deus não criou o mal. Ou seja, Deus criou um mundo perfeito, sem mal ou sofrimento humano. O mal entrou no mundo através da desobediência de Adão e Eva e a existência do mal seria castigo justo pelo pecado original. Nessa perspectiva, os seres humanos teriam uma natureza má na medida em que seriam privados da bondade original, devido ao pecado original praticado por Adão e Eva, mas ainda permaneceriam com alguma bondade, devido à existência que vem de Deus, pois se uma natureza fosse completamente má (privada do bem), ela deixaria de existir. Enquanto que Deus, permaneceria irrepreensível e bom.

#### Sofrimento causado por uma "Guerra Justa"
A interpretação da Igreja Católica da explicação de Santo Agostinho para o sofrimento tem como foco a questão da guerra justa desenvolvida no livro "A Cidade de Deus" que estabeleceu uma justificativa para matar, fazer sofrer e causar dor a um inimigo durante uma guerra justa.
Nessa perspectiva, a defesa de si mesmo ou de terceiros pode ser uma necessidade, especialmente quando autorizada por uma autoridade legítima. Além disso, a busca pela paz deve incluir a possibilidade de lutar para preservar a paz no longo prazo. Entretanto, a guerra não poderia ser preventiva, mas sempre defensiva, ou seja, um instrumento para restaurar a paz.
Séculos depois, Tomás de Aquino tentou definir as condições sob as quais uma guerra poderia ser considera como justa.

### Ireneu de Lyon
Ireneu de Lyon, (aprox. 130 - 202), expressava ideias que explicavam a existência do mal como necessária para o desenvolvimento humano. Nesse contexto, argumentava que a criação humana compreendia duas partes: os humanos foram feitos primeiro à imagem e depois à semelhança de Deus. A imagem de Deus consiste em ter o potencial de atingir a perfeição moral, ao passo que a semelhança de Deus é a conquista dessa perfeição. Para alcançar a perfeição moral, Irineu sugeriu que os humanos devem ter livre arbítrio. Para alcançar esse livre arbítrio, os humanos devem experimentar sofrimento e Deus deve estar a uma distância epistêmica (uma distância do conhecimento) da humanidade. Portanto, o mal existe para permitir que os humanos se desenvolvam como agentes morais.

### John Hick
O filósofo britânico John Hick traçou a história da teodicéia moral em sua obra de 1966, Evil and the God of Love, identificando três tradições principais:
1. a teodicéia Plotiniana;
2. a teodiceia agostiniana;
3. a teodicéia de Irineu.

A partir das ideias de Ireneu de Lyon, argumentava que o mundo existe como um "vale de criação de almas" (uma frase que ele tirou de John Keats), e que o sofrimento e o mal devem, portanto, ocorrer. Sustentando que a bondade humana se desenvolve por meio da experiência do mal e do sofrimento.

### Max Weber
O filósofo alemão Max Weber (1864–1920) via a teodicéia como um "problema de significado". Nesse contexto, argumentou que, à medida que a sociedade humana se tornava cada vez mais racional, a necessidade de explicar por que as pessoas boas sofriam e as pessoas más prosperavam se tornava mais importante porque a religião apresenta o mundo como um "cosmos significativo". Weber enquadrou o problema do mal como o dilema de que o bem pode sofrer e o mal pode prosperar, o que se tornou mais importante à medida que a religião se tornou mais sofisticada. Desse modo, identificou dois propósitos da teodicéia:
1. explicar por que pessoas boas sofrem (uma teodicéia do sofrimento); e
2. por que pessoas más prosperam (uma teodicéia da fortuna).

Uma teodiceia da boa fortuna procura compreender a prosperidade das pessoas más sociedade, nesse contexto, acreditava que aqueles que têm sucesso não ficam satisfeitos a menos que possam acreditar que merecem o sucesso.
Classificava as teodicéias do sofrimento em três tipos: predestinação, dualismo e carma.

### Peter L. Berger
O sociólogo Peter L. Berger (1929–2017) argumentava que a religião surgiu da necessidade de ordem social e uma “teodicéia implícita de toda ordem social” se desenvolvia para sustentá-la.
Desse modo, caracterizava a religião como a tentativa humana de construir ordem em um mundo caótico, pois os seres humanos não podiam aceitar que nada no mundo não tinha sentido e via as teodiceias como afirmações de que o cosmos tem significado e ordem, apesar das evidências em contrário.
Nesse contexto, apresentava um argumento semelhante ao de Weber, mas sugeria que a necessidade da teodiceia surgiu principalmente da situação da sociedade humana. Desse modo, acreditava que as teodiceias existiam para permitir que os indivíduos se transcendessem, negando o indivíduo em favor da ordem social.

### Alvin Plantinga
Segundo o filósofo norte-americano Alvin Plantinga, teodiceia é a "resposta para a pergunta de por que razão Deus permite o mal". Nesse contexto, sustenta que a existência do mal decorre do fato de que Deus concedeu o livre-arbítrio às suas criaturas.

### Nick Trakakis
Segundo Nick Trakakis, uma teodiceia deve conter:
- Visões do senso comum do mundo;
- Opinião histórica e científica amplamente difundidas; e
- Princípios morais plausíveis.

Como resposta ao problema do mal, uma teodiceia é diferente de uma defesa. Uma defesa tenta demonstrar que a ocorrência do mal não contradiz a existência de Deus, mas não propõe que os seres racionais sejam capazes de entender por que Deus permite o mal. Uma teodiceia procura mostrar que é razoável acreditar em Deus, apesar das evidências de mal no mundo e oferece uma estrutura que pode explicar por que o mal existe. Uma teodiceia é muitas vezes baseada em uma teologia natural que tenta provar a existência de Deus e procura demonstrar que a existência de Deus permanece provável depois que o problema do mal é colocado, dando uma justificativa para Deus permitir que o mal aconteça. As defesas propõem soluções para o problema lógico do mal, enquanto as teodiceias tentam responder o problema evidente.

### Livro de Jó
O sofrimento de Jó não decorre de uma retribuição por um mal praticado, mas da crença de que um Rei tem o direito de testar a lealdade de seu súdito.

### No islamismo
Segundo a escola Muʿtazila, o valor moral dos atos é acessível à razão desamparada, para que os humanos possam fazer julgamentos morais sobre os atos divinos. Desse modo, argumentavam que o ato divino da criação é bom, apesar da existência de sofrimento, porque permite aos humanos uma compensação de maior recompensa na vida após a morte. Portanto, postulavam que os indivíduos têm livre arbítrio para cometer o mal e absolveriam Deus da responsabilidade por tais atos. Desse modo, a justiça de Deus consistiria em punir os malfeitores. Essa escola influenciou o xiismo duodecimano e os Zaiditas.
Segundo a escola Ash'ari, principal escola teológica do sunismo, os julgamentos morais comuns derivam da emoção e da convenção social, sendo, portanto, inadequados para condenar ou justificar as ações divinas.
Desse modo, sustentam que Deus cria tudo, incluindo ações humanas, mas distingue a criação ("khalq") da aquisição ("kasb") de ações. Eles aceitam que os indivíduos tenham a última habilidade, embora não afirmem a existência de livre arbítrio no sentido mais amplo do termo. Nas palavras de Axarastani (1086-1153):
| “ | Deus cria, no homem, o poder, a habilidade, a escolha e a vontade de realizar um ato, e o homem, dotado desse poder derivado, escolhe livremente uma das alternativas e pretende ou deseja realizar a ação e, correspondendo a esta intenção, Deus cria e completa a ação. | ” |

### Deus Finito
Segundo Ray Harbaugh Dotterer:
| “ | Deus não pode ser considerado onipotente e perfeitamente bom. Se dissermos que ele é onipotente, que sua soberania é completa, que todos os eventos que ocorrem são desejados por ele; então segue-se que ele é responsável pelo mundo real, que é parcialmente mau, e, consequentemente, que ele não é perfeitamente bom. Se começarmos do outro lado e dissermos que Deus é perfeitamente bom, devemos negar que ele é onipotente. | ” |

### Reencarnação
Algumas concepções religiosas reencarnacionistas, sustentam que o sofrimento decorre do mal causado em vidas anteriores e seria necessário para o desenvolvimento espiritual.

### Outros
Em 1984, o Papa João Paulo II publicou a Carta Apostólica: "Salvifici Doloris" para tentar explicar o explicar o "valor salvífico do sofrimento".
O filósofo Richard Swinburne diz que "a maioria dos teístas precisa de uma teodiceia, (ou seja) de um relato das razões pelas quais Deus pode permitir que o mal ocorra. Sem uma teodiceia, o mal negaria a existência de Deus".
A Teodiceia do Contraste afirma que o mal é necessário para permitir que as pessoas apreciem ou compreendam o bem.
A Teodiceia da Advertência sustenta que o mal seria uma advertência de Deus para que as pessoas se emendem.
Wendy Farley sustenta que “um desejo por justiça” e “raiva e piedade no sofrimento” devem substituir "as justificativas legais do mal das teodicéias".
Silvestre Pinheiro Ferreira (1769-1846), destacada figura portuguesa da sua época, escreveu "Théodicée ou Traité Élementaire de la Religion Naturelle et de la Religion Révélée", manuscrito datado de 1845 e levado à prensa postumamente, apenas em 2005, altura em que foi também traduzido para português.

### Antiteodiceia
Em 1998, o teólogo judeu Zachary Braiterman cunhou o termo antiteodiceia no livro "(God) After Auschwitz" ((Deus) Depois de Auschwitz), no qual a resposta ao problema do mal é o protesto e a recusa em investigar a relação entre Deus e o sofrimento. Uma antiteodiceia atua em oposição a uma teodiceia e coloca toda a culpa por toda experiência do mal em Deus, mas deve surgir da crença e do amor de um indivíduo por Deus. Essa concepção foi comparada aos protestos de Jó no Livro de Jó. Segundo Braiterman, uma anti-teodicéia rejeita a ideia de que existe uma relação significativa entre Deus e o mal, e que Deus poderia ser justificado pela experiência do mal.
O filósofo judeu Emmanuel Levinas, que foi prisioneiro de guerra na Alemanha nazista, classificou a teodiceia como uma "blasfêmia", argumentando que ela é a "fonte de toda imoralidade", e sugeriu que o projeto de teodiceia fosse encerrado, argumentando que os humanos não são chamados para justificar Deus em face do mal, mas para tentar viver uma vida piedosa; em vez de considerar se Deus estava presente durante o Holocausto, o dever dos humanos seria construir um mundo onde o bem prevaleça.
O professor de teologia David R. Blumenthal, no livro intitulado como: "Facing the Abusing God" (Enfrentando o Deus abusador), defendeu a "teologia do protesto", que ele viu apresentada na peça "The Trial of God" (O Julgamento de Deus). Desse modo, sustentava a visão de que os sobreviventes do Holocausto não poderiam perdoar a Deus e, portanto, deveriam protestar contra isso. Acreditava que uma teologia semelhante, à "teologia do protesto", teria sido apresentada no Livro de Jó, no qual Jó não questiona a existência ou o poder de Deus, mas sua moralidade e justiça.

### No politeísmo
Segundo Sarah Iles Johnston, civilizações politeístas acreditavam na existência de muitos deuses e deusas que controlava vários aspectos da vida diária e, desse modo, podem ter evitado a questão da teodiceia dotando suas divindades das mesmas falhas e ciúmes que atormentaram a humanidade. Em tais civilizações, nenhum deus ou deusa era fundamentalmente bom ou mau; isso explicava que coisas ruins podiam acontecer a pessoas boas se elas irritassem uma divindade porque os deuses podiam exercer o mesmo livre arbítrio que a humanidade possui.
Essas religiões ensinavam que alguns deuses eram mais inclinados a serem prestativos e benevolentes, enquanto outros eram mais propensos a serem rancorosos e agressivos. Nesse sentido, os deuses maus podem ser culpados pelo infortúnio, enquanto os deuses bons podem receber petições com orações e sacrifícios para fazer coisas boas.